# Las de la intuición
"Las de la intuición" é uma canção da cantora colombiana Shakira, para o sexto álbum de estúdio da cantora, Fijación oral, vol. 1 (2005). Uma versão em inglês intitulada "Pure Intuition" não apareceu no álbum, mas tornou-se famosa porque era o tema principal da campanha "Catch The Fever" da empresa automobilística SEAT. Foi o quinto e último single lançado do álbum. A música foi escrita por Shakira e Luis Fernando Ochoa e foi gravado e mixado por Gustavo Celis.

## Videoclipe
Filmado em Miami, o videoclipe de "Las de la Intuición" traz influências claras ao trabalho do fotógrafo Helmut Newton, famoso por dotar suas produções com mulheres usando espartilhos e saltos altíssimos.
Shakira, que assume a direção do vídeo junto com Jaume de Laiguana, alterna no clipe entre um provocante espartilho e cinta-liga e visual colegial, ambos acompanhados de saltos altos e peruca roxa.
O clipe ainda conta com a presença de um carro, em alusão à campanha da montadora SEAT, e a participação de quatro bailarinas que, junto a Shakira, realizam pequenos movimentos.
O vídeo pode ter sido influenciado pelo trabalho do fotógrafo Helmut Newton. No entanto o trabalho de Newton é muito difundida e tem influenciado fotógrafos, produtores de vídeo e anunciantes para mais de vinte anos, e parece mais provável que Shakira está comentando sobre o uso de motivos e imagens de Newton pela indústria da publicidade em geral, por isso, enquanto sua influência pode ser aqui presente, não é necessariamente direta.

## Performance comercial
"Las de la intuicion" tornou-se uma outra batida de Shakira na América Latina. Após o lançamento do Fijación Oral Vol. 1 em 2005, a canção fez sua estreia no número quarenta na Billboard Latin Pop, coincidentemente logo após "Hips Don't Lie" se tornou o número dois nas Faixas Billboard Hot Latin. Mesmo que a canção não foi lançado a partir de 2007 nos Estados Unidos, ele conseguiu entrar no Hot Latin Tracks, chegando ao número trinta e um. "Intuição Pura" estreou no número vinte e seis no Dutch Top 40 e alcançou o número dezoito a próxima semana, para um máximo de número nove em sua quarta semana.
Na Europa, a canção foi traduzida e regravada em Inglês como "Pure Intuition" e lançado para promover a turnê Oral Fixation Tour foi a canção oficial para a campanha "Catch the Fever" pela SEAT, devido ao patrocínio da turnê recebida pelo fabricante do automóvel. A canção também recebeu airplay e conseguiu atingir o pico dentro do top dez em Países Baixos, tanto Top 40 e Top 50. Ele também alcançou na Roménia, República Eslovaca e outros países da Europa Oriental. Esta versão também foi mixado por Gustavo Celis. Na Espanha, "Las de la Intuición" tem sido um enorme sucesso graças à campanha da SEAT. O single digital vendeu mais de 200.000 cópias e recebeu a certificação de 7xPlatina. A canção foi um grande sucesso neste país.

## Versões oficiais
1. "Las De La Intuición" (Album Version)
2. "Las De La Intuición" (Jim "Shaft" Ryan: Zoned Out Spanish Pacha Red Mix)
3. "Las De La Intuición" (Jim "Shaft" Ryan: Zoned Out Spanish Radio Pacha Red Mix)
4. "Las De La Intuición" (RLS: Pacha Red Mix)
5. "Las De La Intuición" (RLS: Glamour Radio Pacha Mix)
6. "Las De La Intuición" (Jason Herd: Spanish Radio Pacha Red Mix)
7. "Las De La Intuición" (John Jacobsen: Epic Space Pacha Red Mix)
8. "Las De La Intuición" (Richard Grey: Peak Hour Pacha Red Mix)
9. "Las De La Intuición" (Dazzla: Late Night 'After Hours' Pacha Red Mix)
10. "Las De La Intuición" (Rox & Taylor: Pacha Red Mix)
11. "Las De La Intuición" (Femi B & Leggz: Pacha Cool Chill Blue Mix)
12. "Las De La Intuición" (Nacho Marco: Terrace Pacha Blue Mix)
13. "Las De La Intuición" (Jonathan Peters Club Mix)
14. "Las De La Intuición" (Live from Live from Paris)
15. "Pure Intuition" (Las De La Intuición - English Version)
16. "Pure Intuition" (Jim "Shaft" Ryan: Zoned Out English Pacha Red Mix)
17. "Pure Intuition" (Jim "Shaft" Ryan: Zoned Out English Radio Pacha Red Mix)
18. "Pure Intuition" (Jason Herd: English Radio Pacha Red Mix)
19. "Pure Intuition" (Beatchuggers: Pacha Blue Out Of Sight Mix)